# Onda de frio no Brasil em 2000
A onda de frio no Brasil em 2000 refere-se aos eventos extremos de frio registrados no Centro-Sul brasileiro entre os dias 11 e 26 de julho daquele ano.[carece de fontes?]
A referida onda de frio se deu em quatro pulsos fortes, algo poucas vezes registrado desde 1915, o que levou várias cidades a terem a maior temporada de dias consecutivos com temperaturas baixas desde quando o Instituto Nacional de Meteorologia (Inmet) começou a fazer medições de temperaturas. Foi também suficiente para causar anomalia negativa para julho em várias cidades, especialmente do Sul e do Sudeste.
Esses quatro pulsos podem ser descritos como uma única onda de frio, pois o aquecimento pré-frontal entre os pulsos foi bastante restrito.

## Primeiro pulso
O primeiro pulso atingiu o Brasil entre os dias 9 e 14. Foi o mais intenso em diversos municípios dos três estados da região Sul.
Durante o período mencionado, nevou em vários municípios dos três estados da Região Sul. Nevou até mesmo na grande Porto Alegre.
No dia 13, São Joaquim-SC registrou uma máxima negativa, algo raríssimo. Nesse dia, a temperatura não passou dos -2°C. Desde quando o Inmet começou a fazer medições de temperatura na região, esse índice é apenas maior para o período vespertino que -2,4°C, registrado em 30 de julho de 1955.
O pulso chegou até a ultrapassar a linha do Equador. Contudo, o frio não foi tão intenso em regiões acima do Paraná.

## Segundo pulso
O segundo pulso atingiu o Brasil entre os dias 15 e 18. Diferentemente do anterior, não conseguiu chegar à Região Norte. Também não trouxe precipitações nivais muito abundantes.
Contudo, o frio em diversas regiões do Sudeste e Centro-Oeste tiveram temperaturas baixíssimas. Os destaques mais notáveis foram em São Paulo e no Rio de Janeiro. Em São Paulo, foram registrados dois recordes consecutivos: 4,4°C no dia 17 e 4,1°C no dia 18. No Rio de Janeiro, foi registrado 8,6°C no dia 17 e 7,1°C no dia 18.
Nas regiões serranas dos dois estados, o frio foi ainda mais intenso. Em Campos do Jordão, foi registrado -3,5°C no dia 17 e -4,3°C no dia 18. Em Petrópolis, foi registrado 6,1°C no dia 17 e 4,9°C no dia 18.

## Terceiro pulso
O terceiro pulso atingiu o Brasil entre os dias 19 e 21. Foi o mais restrito dos três, praticamente não chegando a Goiás e Mato Grosso. Também praticamente não houve registro de neve nos três estados da Região Sul.
Contudo, ainda causou frio intenso em várias partes do Sudeste, especialmente em São Paulo e no Rio de Janeiro. São Paulo registrou 4,5°C no dia 21, e Rio de Janeiro registrou 9,2°C no mesmo dia.
O frio nas regiões serranas foi ainda mais intenso. No dia 21, Campos do Jordão registrou -2,9°C, enquanto Petrópolis registrou 6,4°C.

## Quarto pulso
O quarto pulso atingiu o Brasil entre os dias 22 e 26. Antes da chegada do pulso, houve um dia de forte aquecimento em regiões acima do Paraná. Nesse dia, foi registrado 26,7°C em São Paulo e 32,5°C no Rio de Janeiro.
Enquanto isso, em Campos do Jordão foi registrado 21,4°C, enquanto Petrópolis registrou 27,3°C. Mesmo assim, o dia foi de frio ao amanhecer.
Enquanto isso, em tal dia, esse pulso se iniciava no Sul. Nesse dia houve um resfriamento durante o período vespertino em relação ao dia anterior, mas durante a madrugada, houve um forte aquecimento.
O pulso foi forte suficiente para espalhar chuva forte em vários municípios no centro-sul do Brasil. As regiões Sul, Sudeste e Centro-Oeste foram cobertas pelo pulso, que conseguiu chegar até Rondônia. Também houve registro de neve em mais de 30 municípios dos três estados da Região Sul.
Curiosamente, esse pulso foi especulado que poderia ser o mais intenso dos quatro, com possibilidade de temperatura de até -12°C nas regiões serranas dos três estados da Região Sul e neve até mesmo em Curitiba e em Campos do Jordão.